# Кукуляк Тарас Володимирович
Тара́с Володи́мирович Кукуля́к (4 листопада 1987 року, м. Івано-Франківськ, Україна) — солдат 80-ї Окремої аеромобільної бригади ВДВ ЗСУ України.

## Короткий життєпис
Протягом 1995—2003 років навчався в середній школі № 20 міста Івано-Франківськ.
2007 року закінчив коледж електронних приладів ІФНТУНГу, професія — радіотехнік.
У 2007—2008 роках проходив строкову службу в армії.
Протягом 2010—2012 років — робітник фірми «Інтелком». В 2012—2014 роках — робітник фірми «Ранок».

## Військовий шлях
2014 року призваний по мобілізації, в 80-у аеромобільну бригаду ВДВ.
2015 року виконував бойове завдання в аеропорту м. Донецька на диспетчерській вишці, де був важко поранений — його рюкзак вибухом розірвало на шматки, він дивом вцілів. Термінову допомогу надали в 16-й лікарні Дніпропетровська, у Вінницькому госпіталі проходить курс лікування та реабілітації — вирізали нирку, ушили печінку, з легенями не все добре — пробиті. На лікування кошти збирали активісти, волонтери та небайдужі громадяни. 26 січня почав самостійно вставати і ходити.
Для допомоги йому провели благодійний аукціон — усі виручені кошти підуть на лікування. На початку лютого 2015-го прилучилися і активісти Громадянського корпусу полку «Азов» спільно з парафіянами УГКЦ Святої Покрови Княгинина.

## Нагороди
- орден «За мужність» ІІІ ступеня (31.07.2015).
- нагрудний знак «За оборону Донецького аеропорту»[1][2]